# Rosa beauvaisii
Rosa beauvaisii är en rosväxtart som beskrevs av Jules Cardot. Rosa beauvaisii ingår i släktet rosor, och familjen rosväxter. Inga underarter finns listade i Catalogue of Life.